# 데이비드 와이즈 (스키 선수)
데이비드 와이즈(영어: David Wise, 1990년 6월 30일~)는 미국의 프리스타일 스키 선수로 주 종목은 하프파이프이다. 올림픽 3개 대회 연속으로 출전하여 금메달 2개, 은메달 1개를 획득했다.